# Anton Denikin
Anton Ivanovitj Denikin (russisk: Антон Иванович Деникин, tr. Anton Ivanovitj Denikin; født 16. december 1872 i Włocławek, Warszawa guvernement, Det russiske kejserrige, død 8. august 1947 i Ann Arbor, Michigan, USA) var en russisk general og en af lederne i kontrarevolutionære hvide garde i den russiske borgerkrig.
Denikin var officer ved infanteriet i 1892, og deltog som kompani- og bataljonskok i den russisk-japanske krig. Han blev oberst i 1905 og regimentskommandør i 1910.
Under Første Verdenskrig blev Denikin hurtigt forfremmet til generalløjtnant og fik i maj 1917 kommandoen over den russiske vestfront. Han blev taget til fange af Aleksandr Kerenskij i efteråret samme år, men det lykkedes at flygte til Rostov og tilsluttede sig Mikhail Aleksejev.
Efter Lavr Kornilovs død 31. marts 1918 overtog han kommandoen over dennes hær og til sidst lykkedes det at erobre størstedelen af Sydrusland. I 1919 forsøgte han at samarbejde med Aleksandr Koltjak, men efter nederlaget ved Omsk i november samme år, var Denikin tvunget til at trække sig tilbage. Hans hær begyndte at gå i opløsning og 4. april 1920 overlod han kommandoen til Pjotr Wrangel og flygtede til Storbritannien.
Fra 1926 boede han i Frankrig, og fra 1945 til sin død i USA.
Den 3. oktober 2005 i overensstemmelse hans datters, Marina Denikin, ønske og efter bemyndigelse af præsident Vladimir Putin, blev General Denikins rester overført fra USA og genbegravet i Donskoj klosteret i Moskva.